# Brad Gilbert
Brad Gilbert, född 9 augusti 1961 i Oakland, Kalifornien, USA, är en före detta professionell tennisspelare som numera är tennistränare.

## Spelarkarriär
Brad Gilbert blev professionell spelare på ATP-touren 1982, efter att som amatör nått stora framgångar på college-nivå i USA. Redan samma år vann han sin första turnering, i Taipei.
Under sin spelarkarriär (1982-1995) vann amerikanen 20 ATP-titlar och rankades som bäst på fjärde plats i världen. På Grand Slam-nivå nådde Gilbert som bäst kvartsfinal, i Wimbledonmästerskapen 1990 och i US Open 1987. Han representerade USA i Olympiska sommarspelen i Seoul 1988, där vann bronsmedalj. Utöver 20 vunna ATP-titlar spelade amerikanen ytterligare 20 finaler. Gilbert ingick i det amerikanska Davis Cup-laget mellan 1986 och 1993, med 10-5 som facit i singelmatcherna.
Trots att brad Gilbert inte hade något speciellt vapen, och av många vid första anblicken skulle betraktas som en medelmåttig proffsspelare, hörde han till de tio bästa spelarna under skiftet 1980-1990-tal med ovan nämnda framgångar. Förklaringen låg i hans mentala styrka. Med ett stort tålamod och goda marginaler lät han motståndaren lockas in i hans spel. Han hade en speciell förmåga att förutse och fundera över möjliga scenarier under en match, för att anpassa spelet och rytmen efter dessa.

## Tränarkarriär
När Brad Gilbert avslutade sin spelarkarriär 1994 inledde han en ny karriär som tennistränare åt Andre Agassi. Han kom att träna denne fram till 2002. Under dessa år vann Agassi hela sex Grand Slam-titlar och rankades långa stunder som nummer ett i världen.
Gilbert tränade en annan amerikan, Andy Roddick, under två år (2003–2004). Andy Roddick vann US Open 2003 och rankades därefter som etta i världen. Efter ett avtal med LTA tränade Gilbert 2006–2007 den unge britten Andy Murray, som tillsammans med Gilbert avancerade på världsrankingen. Samarbetet avslutades efter 16 månader. Gilbert tränade en annan britt, Alex Bogdanovic, 2008. År 2011 var han tränare åt Kei Nishikori, och 2012 tränade han Sam Querrey. Från och med augusti 2023 är han en av huvudtränarna till Coco Gauff. 